# René Klomp
René Klomp, né à Nieuwenhoorn le 16 août 1974, est un joueur de football néerlandais qui évoluait comme milieu de terrain. Il a joué toute sa carrière aux Pays-Bas et en Belgique, avec un passage d'un an à Chypre.

## Carrière
René Klomp commence le football au club amateur de sa ville natale, le VV Nieuwenhoorn. Il passe ensuite par les écoles de jeunes du Sparta Rotterdam, de Feyenoord et du PSV Eindhoven. Il intègre l'équipe première de ce dernier club en 1992 et joue neuf rencontres en championnat durant la saison 1992-1993 ainsi que deux matches de Ligue des champions. Il part ensuite un an en prêt au Sparta Rotterdam. Il joue encore deux ans au PSV mais ne dispute que trois rencontres toutes compétitions confondues.
En 1996, il part pour la Belgique et rejoint le KFC Lommelse SK, un club qui évolue en première division. Titularisé lors des sept premières rencontres de la saison, il perd ensuite sa place et doit se contenter généralement d'un rôle de remplaçant jusqu'à la fin du championnat. L'année suivante, il intègre le onze de base de l'équipe et dispute quasiment toutes les rencontres du championnat. Il est titulaire lors de la finale de la Coupe de la Ligue, que son club remporte 2-1 face au Germinal Ekeren.
Il est ensuite transféré par le KRC Harelbeke, un autre club de Division 1, où il reste trois saisons. Lorsque l'équipe est reléguée au terme de la saison 2000-2001, il quitte le club pour l'Eendracht Alost. Il n'y reste qu'un an, marqué par une nouvelle relégation, puis s'en va pour le championnat de Chypre, à l'Ethnikos Achna. Après une saison sur l'île, il revient en Belgique disputer une dernière saison à Overpelt-Lommel United, en Division 3. Il met un terme à sa carrière de joueur professionnel en juin 2004, à 30 ans.

## Palmarès
- Vainqueur de la Coupe de la Ligue belge en 1998 avec le KFC Lommelse SK.

## Statistiques
| Saison                | Club                  | Championnat           | Championnat | Championnat | Coupe nationale | Coupe nationale | Coupe de la Ligue | Coupe de la Ligue | Compétition(s) continentale(s) | Compétition(s) continentale(s) | Compétition(s) continentale(s) | Total | Total |
| Saison                | Club                  | Division              | M.          | B.          | M.              | B.              | M.                | B.                | Comp.                          | M.                             | B.                             | M.    | B.    |
| 1992-1993             | PSV Eindhoven         | Eredivisie            | 9           | 0           | 0               | 0               | 0                 | 0                 | C1                             | 2                              | 0                              | 11    | 0     |
| 1993-1994             | Sparta Rotterdam      | Eredivisie            | 12          | 0           | 0               | 0               | 0                 | 0                 | -                              | 0                              | 0                              | 12    | 0     |
| 1994-1995             | PSV Eindhoven         | Eredivisie            | 0           | 0           | 0               | 0               | 0                 | 0                 | -                              | 0                              | 0                              | 0     | 0     |
| 1995-1996             | PSV Eindhoven         | Eredivisie            | 2           | 0           | 0               | 0               | 0                 | 0                 | C3                             | 1                              | 0                              | 3     | 0     |
| 1996-1997             | KFC Lommelse SK       | Division 1            | 23          | 0           | 0               | 0               | 0                 | 0                 | -                              | 0                              | 0                              | 23    | 0     |
| 1997-1998             | KFC Lommelse SK       | Division 1            | 32          | 5           | 1               | 0               | 4                 | 0                 | C4                             | 3                              | 2                              | 40    | 7     |
| 1998-1999             | KRC Harelbeke         | Division 1            | 24          | 1           | 2               | 0               | 0                 | 0                 | C4                             | 2                              | 0                              | 28    | 1     |
| 1999-2000             | KRC Harelbeke         | Division 1            | 31          | 6           | 1               | 0               | 2                 | 1                 | -                              | 0                              | 0                              | 34    | 7     |
| 2000-2001             | KRC Harelbeke         | Division 1            | 17          | 2           | 0               | 0               | 0                 | 0                 | -                              | 0                              | 0                              | 17    | 2     |
| 2001-2002             | Eendracht Alost       | Division 1            | 24          | 1           | 2               | 1               | 0                 | 0                 | -                              | 0                              | 0                              | 26    | 2     |
| 2002-2003             | Ethnikos Achna        | Division 1            | -           | -           | -               | -               | -                 | -                 | -                              | -                              | -                              | 0     | 0     |
| 2003-2004             | Overpelt-Lommel       | Division 3            | 34          | 4           | 2               | 0               | 0                 | 0                 | -                              | 0                              | 0                              | 36    | 4     |
| Total sur la carrière | Total sur la carrière | Total sur la carrière | 208         | 19          | 8               | 1               | 6                 | 1                 | -                              | 8                              | 2                              | 230   | 23    |